# Under the Skin (álbum)
Under the Skin é o quarto álbum de estúdio do cantor e compositor Lindsey Buckingham, conhecido como vocalista do Fleetwood Mac, lançado pela Reprise Records em outubro de 2006.
O disco é produzido pelo cantor, com exceção de "Down on Rodeo", produzida por Buckingham em parceria com Rob Cavallo. O projeto é predominantemente acústico, com maior parte dos instrumentos tocados pelo próprio artista, e com a participação de Mick Fleetwood e John McVie em uma faixa. Alcançou a 80º posição na Billboard 200 e recebeu avaliações favoráveis da mídia especializada.

## Faixas
1. "Not Too Late" (Buckingham) – 4:42
2. "Show You How" (Buckingham) – 4:21
3. "Under the Skin" (Buckingham) – 3:56
4. "I Am Waiting" (Mick Jagger, Keith Richards) – 3:34
5. "It Was You" (Buckingham) – 2:48
6. "To Try for the Sun" (Donovan) – 3:14
7. "Cast Away Dreams" (Buckingham) – 4:28
8. "Shut Us Down" (Buckingham, Cory Sipper) – 3:57
9. "Down on Rodeo" (Buckingham) – 4:27
10. "Someone's Gotta Change Your Mind" (Buckingham) – 4:48
11. "Flying Down Juniper" (Buckingham) – 4:43
12. "Go Your Own Way – Live" (Buckingham) – 4:56 (Faixa bônus exclusiva do iTunes)